# Hiệp ước Bydgoszcz
Hiệp ước Bromberg (tiếng Đức: Vertrag von Bromberg, tiếng Latinh: Pacta Bydgostensia) còn gọi là Hiệp ước Bydgoszcz, được ký kết giữa John II Casimir của Ba Lan và Tuyển đế hầu Frederick William của Brandenburg-Phổ tại Bromberg (Bydgoszcz) vào ngày 6 tháng 11 năm 1657. Hiệp ước có một số thỏa thuận, bao gồm Hiệp ước Wehlau, được ký vào ngày 19 tháng 9 năm 1657 bởi các phái viên Brandenburg-Phổ và Ba Lan – Litva tại Wehlau (Welawa, nay là Znamensk). Do đó, Hiệp ước Bromberg đôi khi còn được gọi là Hiệp ước Wehlau-Bromberg hoặc Hiệp ước Wehlau và Bromberg (tiếng Ba Lan: traktat Welawsko-bydgoski).
Để đổi lấy viện trợ quân sự trong Chiến tranh phương Bắc lần thứ hai và việc trả lại Ermland (Ermeland, Warmia) cho Ba Lan, vua Ba Lan ban cho Nhà Hohenzollern của Brandenburg chủ quyền cha truyền con nối tại Công quốc Phổ, cầm quyền Draheim (Drahim) và Elbing (Elbląg) đến Brandenburg và giao Lauenburg và Bütow Land cho Nhà Hohenzollarn như một thái ấp cha truyền con nối.
Hiệp ước đã được ký kết và được quốc tế công nhận tại Hòa ước Oliva năm 1660. Elbing được Ba Lan giữ lại, nhưng Lauenburg và Bütow Land cùng Draheim sau đó được hợp nhất vào Brandenburg-Phổ. Chủ quyền của Công quốc Phổ tạo thành cơ sở pháp lý cho phép Nhà Hohenzollern trở thành vua của Vương quốc Phổ khi công quốc này được nâng lên thành vương quốc. Wehlau-Bromberg vẫn có hiệu lực cho đến khi nó được thay thế bởi Hiệp ước Warsaw (18 tháng 9 năm 1773) sau Phân chia Ba Lan lần thứ nhất. Hiệp ước Bromberg sau đó bị coi là một trong những sai lầm tồi tệ nhất trong chính sách đối ngoại của Ba Lan đối với Phổ sau khi hậu quả của nó trở nên nghiêm trọng đối với Ba Lan.

## Bối cảnh

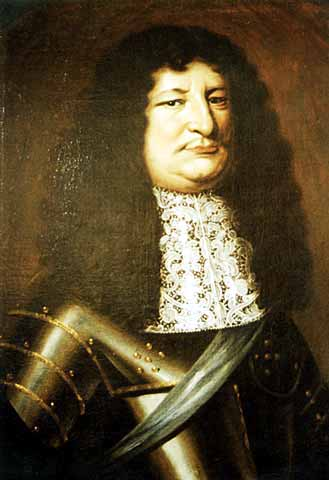
Frederick William I, Tuyển đế hầu của Brandenburg và Công tước của Phổ

Công quốc Phổ được thành lập như một thái ấp của Ba Lan dưới thời Công tước Albrecht (Albert) theo Hiệp ước Kraków ngày 8 tháng 4 năm 1525.
Thái ấp được cai trị theo cha truyền con nối, và nếu Công tước Albrecht hoặc anh em của ông tuyệt tự ở dòng nam giới, thì thái ấp sẽ được chuyển cho nhà vua Ba Lan, người sẽ bổ nhiệm một thống đốc người Phổ nói tiếng Đức quản lý lãnh thổ này. Vào ngày 4 tháng 6 năm 1563, điều khoản đó đã được thay đổi bởi Vua Ba Lan Zygmunt II của Ba Lan trong một đặc ân ban hành tại Petrikau, ngoài chi nhánh Nhà Hohenzollern (Hohenzollern-Ansbach) của Albrecht, đặc ân này còn cho phép chi nhánh Nhà Hohenzollern của Brandenburg cũng có thể kế thừa Công quốc Phổ. Năm 1618, Nhà Hohenzollern-Ansbach chính thức tuyệt tự dòng nam giới, các Tuyển đế hầu của Brandenburg đã được thừa kế Công quốc Phổ.
Năm 1656, trong thời kỳ đầu của Chiến tranh phương Bắc lần thứ hai, người Nhà Hohenzollern đã chiếm Công quốc Phổ và Ermland (Ermeland, Warmia) làm thái ấp của Đế quốc Thụy Điển trong Hiệp ước Königsberg, trước khi nhà vua Thụy Điển giải phóng họ khỏi chư hầu và biến họ thành những người có chủ quyền tuyệt đối ở các tỉnh đó. Sau khi chiến đấu cùng Quân đội Thụy Điển vào năm 1656, nổi bật nhất là trong Trận Warsaw, Frederick William I sẵn sàng từ bỏ đồng minh của mình khi chiến tranh chống lại họ và ra hiệu sẵn sàng đổi phe nếu Vua Ba Lan Jan II Kazimierz Waza đồng ý, ban cho ông những đặc quyền tương tự như Vua Thụy Điển Karl X Gustav của Thụy Điển trước đây, các điều kiện đã được đàm phán ở Wehlau (Welawa, nay là Znamensk) và Bromberg (Bygost, Bydgoszcz).
Mối quan tâm của Ba Lan trong việc liên minh với Brandenburg-Phổ xuất phát từ nhu cầu chấm dứt chiến tranh chống lại Thụy Điển càng sớm càng tốt. Vào ngày 3 tháng 11 năm 1656, Hiệp định đình chiến Vilna đã hứa vớiAleksey của Nga sẽ được bầu làm người kế vị ngai vàng của Ba Lan trong đại hội tiếp theo để đổi lấy việc tạm dừng cuộc tấn công của ông ở Ba Lan-Lithuania và thay vào đó sẽ chiến đấu với Thụy Điển. Tại Đại công quốc Litva, có sự ủng hộ cho hiệp ước từ các quý tộc, những người hy vọng có được những vị trí có nhiều đặc quyền hơn, nhưng điều đó không đúng với Vương quốc Ba Lan, nơi giới thượng lưu tìm mọi cách để phá vỡ sự kế vị của Aleksey. Để kết thúc nhanh chóng cuộc chiến chống Thụy Điển nhằm tránh việc thực hiện Hiệp định đình chiến Vilna, liên minh chống Thụy Điển phải được mở rộng.
Đồng minh mới giành được của Nga đã miễn cưỡng ủng hộ Ba Lan chống lại Thụy Điển miễn là không có đại hội nào xác nhận thỏa thuận ngừng bắn. Đồng minh thứ hai, Nhà Habsburg của Áo, đã giành được chiến thắng trong Hiệp ước Viên thứ nhất và thứ hai, nhưng lực lượng Habsburg được Ba Lan duy trì, phần thưởng cho liên minh chắc chắn sẽ tăng lên trong khi chiến tranh kéo dài. Đồng minh thứ ba là Đan Mạch-Na Uy, nước này gia nhập liên minh chống Thụy Điển vào tháng 6 năm 1657 sau khi liên minh này được kích hoạt bởi Hiệp ước Viên thứ hai. Tuy nhiên, Đan Mạch không chiến đấu trên đất Ba Lan, và mặc dù sự tham gia của họ đã trói buộc lực lượng của Karl X Gustav và một liên minh chính thức với Ba Lan đã được ký kết vào tháng 7, người Đan Mạch nhằm mục đích phục hồi các vùng lãnh thổ của Scandinavia đã bị mất theo Hiệp ước Brömsebro lần thứ hai (1645).
Mối quan tâm của Nhà Habsburg đối với hiệp ước là xây dựng mối quan hệ tốt đẹp với Frederick William I. Với tư cách là một Tuyển đế hầu, ông là một đồng minh có giá trị nếu ủng hộ chính sách của họ trong Đế chế La Mã Thần thánh. Vì vậy, Nhà Habsburg quan tâm đến việc Frederick William I đổi phe và cử nhà ngoại giao Franz Paul Freiherr von Lisola đến làm trung gian cho một giải pháp tương ứng.
Bromberg và Wehlau được coi là "hiệp ước song sinh", "hiệp ước bổ sung" hoặc một hiệp ước, đôi khi được gọi là "Hiệp ước Wehlau và Bromberg" hoặc "Hiệp ước Wehlau-Bromberg".

## Sự phê chuẩn

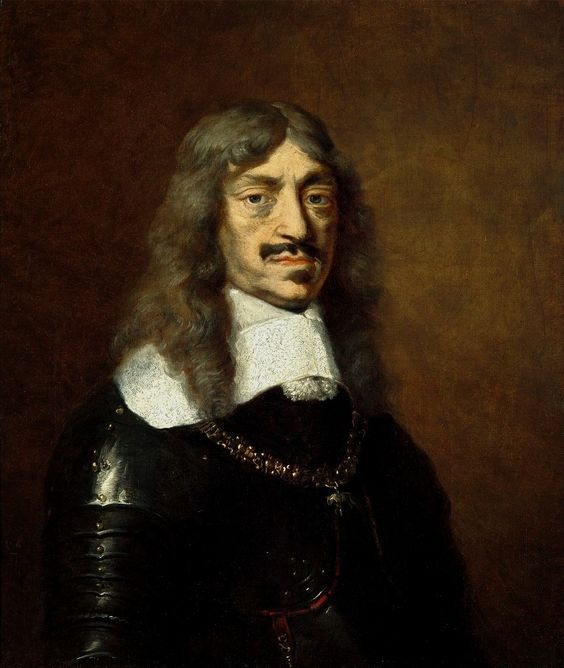
Vua Jan II Kazimierz Waza

Hiệp ước sơ bộ của Wehlau đã được ký kết vào ngày 19 tháng 9 năm 1657 bởi các sứ thần của Tuyển đế hầu Frederick William I là von Schwerin và von Somnitz, cũng như bởi Giám mục vương quyền xứ Warmian (Ermland) Wacław Leszczyński [pl] và Wincenty Korwin Gosiewski đại diện cho Liên bang Ba Lan và Lietuva, và đại biểu, người hòa giải của Nhà Habsburg là Freiherr Franz von Lisola [de].
Phiên bản sửa đổi cuối cùng của hiệp ước đã được phê chuẩn vào ngày 6 tháng 11 bởi Frederick William I và Jan II Kazimierz Waza ở Bromberg (Bydgoszcz). Tuyển hầu xứ Brandenburg và nhà vua Ba Lan đã tham dự buổi lễ cùng với vợ của họ, Nữ bá tước Louise Henriette xứ Nassau và Marie Louise Gonzaga. Thị trưởng Danzig (Gdansk) Adrian von der Linde cũng có mặt.
Các hiệp ước Wehlau và Bromberg đã được các bên xác nhận và được quốc tế công nhận tại Hiệp ước Oliva, kết thúc Chiến tranh phương Bắc lần thứ hai vào năm 1660, và bởi Sejm của Ba Lan vào năm 1659 và 1661.

## Các thoả thuận
Hiệp ước được phê chuẩn ở Bromberg có ba phần. Phần đầu tiên bao gồm 22 điều và chủ yếu đề cập đến địa vị và sự kế thừa của Phổ, liên minh Brandenburg-Ba Lan và viện trợ quân sự. Nó được soạn thảo ở Wehlau và được các đại diện toàn quyền của Brandenburg và Ba Lan cũng như nhà hòa giải Habsburg ký tại đó. Phần thứ hai là một công ước đặc biệt ("Công ước Specialis") gồm 6 điều khoản, cũng được các đại diện toàn quyền và hòa giải viên ở Wehlau soạn thảo và ký kết, trong đó trình bày chi tiết hơn về liên minh và viện trợ quân sự. Phần thứ ba sửa đổi thỏa thuận Wehlau và chủ yếu nêu chi tiết các nhượng bộ của Ba Lan.

### Tình trạng của Phổ

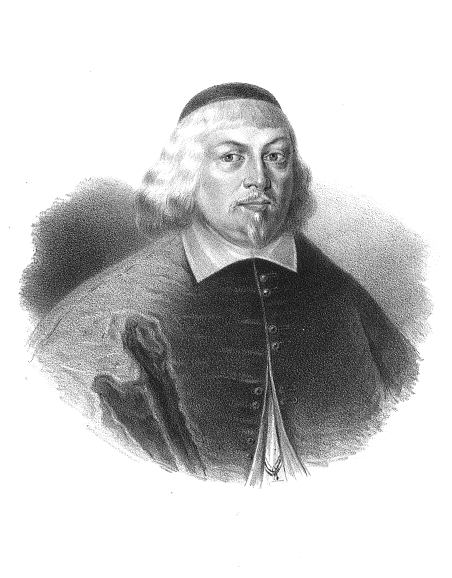
Wacław Leszczyński (Venceslaus Les(z)no), Tổng giám mục xứ Ermland (Warmia)

Công quốc Phổ—nơi Frederick William I đã có được chủ quyền hoàn toàn theo Hiệp ước Labiau-cũng được Liên bang Ba Lan và Lietuva chấp nhận là chủ quyền của Nhà Hohenzollern.
Tuy nhiên, Ermland (Ermeland, Warmia) sẽ được trả lại cho Ba Lan. Và nếu triều đại Hohenzollern bị tuyệt tự trong dòng dõi nam giới, công quốc Phổ đã được đồng ý truyền lại vương quyền Ba Lan. Điều đó khiến các Điền trang Phổ phải trung thành có điều kiện với sứ thần của các vị vua Ba Lan tiếp theo sau khi họ kế vị (hommagium Weekende, Eventualhuldigung), và họ được miễn trừ khỏi những lời thề và nghĩa vụ trước đó liên quan đến vương quyền Ba Lan.
Giáo hội Công giáo La Mã ở Công quốc Phổ trước đây vẫn phải phục tùng Tổng giám mục Ermland (Warmia), giữ lại tài sản và thu nhập của mình và được trao quyền tự do tôn giáo.

### Viện trợ quân sự
Brandenburg-Phổ có nghĩa vụ cung cấp viện trợ quân sự cho Ba Lan chống lại Đế quốc Thụy Điển trong Chiến tranh phương Bắc lần thứ hai đang diễn ra. Frederick William I ở Wehlau đã đồng ý hỗ trợ Jan II Kazimierz Waza với 8.000 người, và cả hai bên đã đồng ý về một "liên minh vĩnh cửu". Ở Bromberg, người ta đã đồng ý rằng từ tỉnh Phổ của ông, Frederick William I sẽ cử 1.500 bộ binh và 500 ngựa đến gia nhập quân đội của vua Ba Lan.

### Thoả thuận tài chính và lãnh thổ

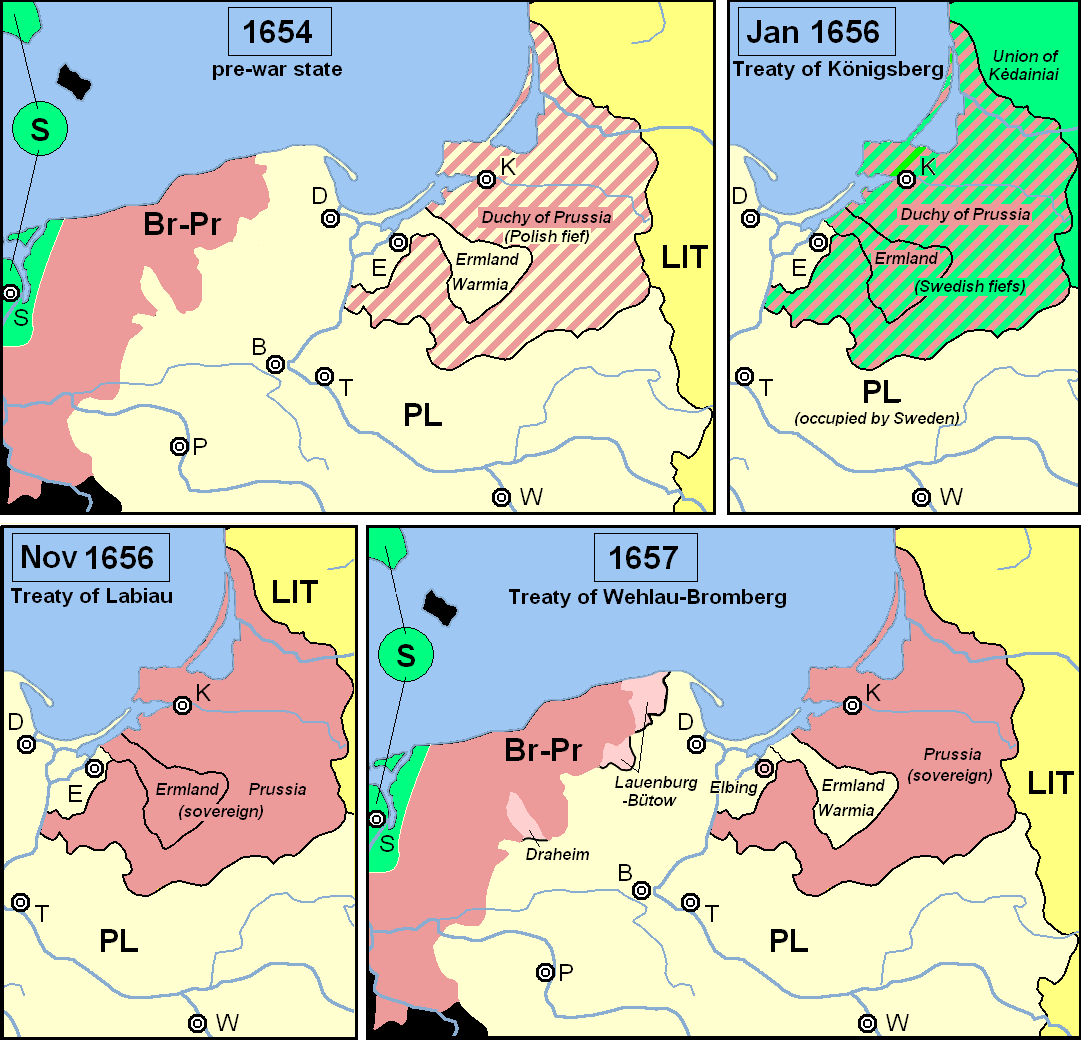
Những thay đổi về lãnh thổ sau Hiệp ước Wehlau-Bromberg, so với tình hình trước chiến tranh (1654) và các hiệp ước Königsberg (tháng 1 năm 1656) và Labiau (Tháng 11 1656).

Đổi lại, vương quyền Ba Lan đã trao cho Brandenburg-Phổ Đất Lauenburg và Bütow làm thái ấp cha truyền con nối. Nó phải được tổ chức với các điều kiện tương tự như trước đây đã được cấp cho Nhà Griffin, được miễn nhiệm ngoại trừ việc Nhà Hohenzollern đã cử sứ giả đến dự lễ đăng quang của các vị vua Ba Lan kế vị, những người sau đó sẽ nhận được văn bản xác nhận về thái ấp. Nếu triều đại Hohenzollern không có người thừa kế nam giới, thái ấp sẽ trở lại với vương quyền Ba Lan.
Ngoài vùng đất Lauenburg và Bütow, Brandenburg-Phổ còn được nhận thị trấn Elbing (Elbląg).. Trong một sửa đổi, Brandenburg-Phổ có nghĩa vụ trả lại thị trấn cho Ba Lan sau khi Ba Lan bảo lãnh cho nó với 400.000 thaler.
Nhượng bộ thứ ba của Ba Lan là thanh toán 120.000 thaler cho Brandenburg-Phổ về những thiệt hại liên quan đến chiến tranh mà Ba Lan phải gánh chịu khi Ba Lan tham chiến. Để đảm bảo cho khoản thanh toán này, huyện Draheim sẽ được chuyển giao cho Brandenburg trong 3 năm. Huyện này bao gồm thị trấn Tempelburg (nay là Czaplinek) và 18 làng ở biên giới Brandenburgian Pomerania. Số tiền này sẽ được trả theo lãi suất hàng năm là 40.000 thaler, và Brandenburg sẽ giữ lại Draheim nếu số tiền này chưa được trả vào cuối năm thứ ba.
Đối với người Công giáo ở Draheim, quyền tự do tôn giáo được đảm bảo. Nhà Hohenzollern cũng đồng ý trao quyền tự do tôn giáo cho Giáo hội Công giáo ở Đất Lauenburg và Bütow. Các cộng đồng Công giáo phải phục tùng và được đại diện bởi Giám mục Kuyavian và giữ toàn bộ thu nhập của họ, đồng thời các Tuyển hầu xứ Brandenburg và giới quý tộc địa phương phải có sự bảo trợ đối với các nhà thờ.
Quyền của giới quý tộc ở Đất Lauenburg và Bütow không thay đổi, các bản án và đặc quyền trước đây của tòa án vẫn có hiệu lực. Việc quản lý khu vực nên được tiến hành giống như cách nó đã được thực hiện bởi các công tước Pomerania. Trong một ghi chú được ban hành riêng biệt với hiệp ước, Jan II Kazimierz Waza đảm bảo với các quý tộc rằng Ba Lan sẽ tiếp tục coi họ như thành viên của Liên bang Ba Lan và Lietuva và vì vậy các quý tộc sẽ được hưởng các quyền và cơ hội giống như các quý tộc Ba Lan nếu họ quyết định rời đến Ba Lan.